# Brihadisvaratempel
De Brihadisvaratempel (Tamil: பெருவுடையார் கோவில்) is een van de grootste Hindoeïstische tempelcomplexen ter wereld en staat in de Indiase stad Thanjavur in de staat Tamil Nadu. De tempel is gewijd aan de Hindoeïstische god Shiva.
De tempel werd gebouwd in het begin van de 11e eeuw in opdracht van de Cholakoning Rajaraja Chola I.
Deze tempel is een van de meest gewaardeerde architectonische India sites. De tempel staat te midden van versterkte muren die waarschijnlijk werden toegevoegd in de 16e eeuw. De vimana of (tempel toren) is 66 m hoog en is een van de grootste van zijn soort in de wereld. Algemeen wordt aangenomen dat de Kumbam (Kalasha of Chikharam) (apex of de bolvormige structuur aan de bovenkant) van de tempel uit een enkele steen werd uitgehouwen.
Er is een groot standbeeld van Nandi (heilige stier), ook gebeeldhouwd uit een enkele steen, geplaatst aan de ingang met afmetingen van ongeveer 16 meter lengte en 13 meter hoogte.
De Brihadisvaratempel werd in 1987 tijdens de 11e sessie van de Commissie voor het Werelderfgoed erkend als werelderfgoed en dit cultureel erfgoed werd daarbij toegevoegd aan de UNESCO werelderfgoedlijst. De inschrijving werd tijdens 28e sessie in 2004 uitgebreid met twee bijkomende tempels. De drie tempels werden samen ingeschreven als de Grote Levende Chola-tempels.
Grotten van Ajanta · Grotten van Ellora · Fort van Agra · Taj Mahal · Zonnetempel van Konárak · Monumentengroep bij Mahabalipuram · Nationaal park Kaziranga · Wildpark Manas · Nationaal Park Keoladeo · Kerken en kloosters van Goa · Monumentengroep bij Khajuraho · Monumentengroep bij Hampi · Fatehpur Sikri · Monumentengroep bij Pattadakal · Grotten van Elephanta · Chola-tempels · Nationaal park Sundarbans · Nationale parken Nanda Devi en Bloemenvallei · Boeddhistische monumenten bij Sanchi · Humayuns tombe, Delhi · Qutb Minar en zijn monumenten, Delhi · Bergspoorwegen van India · Mahabodhitempel · Rotsschuilplaatsen van Bhimbetka · Archeologisch park Champaner-Pavagadh · Chhatrapati Shivaji Terminus (voormalig Victoria Station) · Rode Fortcomplex · Heuvelforten van Rajasthan · Rani ki vav (the Queen’s Stepwell) in Patan, Gujarat · Nationaal park Great Himalayan · Nationaal park Khangchendzonga · Architecturaal werk van Le Corbusier (Hoofdstedelijk gebouwencomplex van Chandigarh) · Archeologische site Nalanda Mahavihara (universiteit van Nalanda) in Nalanda, Bihar · Historische stad Ahmadabad · Ensembles van neogotiek en art deco in Mumbai · De stad Jaipur, Rajasthan · Kakatiya Rudreshwara (Ramappatempel) · Dholavira: een stad van de Harappabeschaving · Moidams - het grafheuvelsysteem van de Ahomdynastie
- Gemeinsame Normdatei: 4431705-0
- Library of Congress Control Number: n88237117
- Nationale Bibliotheek van Israël: 987007601857605171
- Virtual International Authority File: 145529827